# Centrale thermique de Buschhaus
La centrale thermique de Buschhaus est une centrale thermique de Basse-Saxe, en Allemagne.